# Kanton La Plaine-des-Palmistes
La Plaine-des-Palmistes is een voormalig kanton van het Franse overzees departement Réunion. Het kanton maakte deel uit van het arrondissement Saint-Benoît. Het werd opgeheven bij decreet van 24 februari 2014 met uitwerking op 22 maart 2015.
Het kanton omvatte uitsluitend de gemeente La Plaine-des-Palmistes.